# Чепагатти
Чепагатти (итал. Cepagatti) — коммуна в Италии, расположена в регионе Абруццо, подчиняется административному центру Пескара.
Население составляет 9610 человек (на 2004 г.), плотность населения составляет 303 чел./км². Занимает площадь 30 км². Почтовый индекс — 65012. Телефонный код — 085.
Покровителями коммуны почитаются святые Рох и Луция. День города празднуется 14, 15 и 16 августа.